# Морека Віталій Михайлович
Віта́лій Миха́йлович Море́ка (11 вересня 1982 — 31 жовтня 2014) — солдат 128-ї окремої гірсько-піхотної бригади Збройних Сил України, загинув в ході російсько-української війни.

## Життєвий шлях
Народився 11 вересня 1982 року в селі Смереково Великоберезнянського району Закарпатської області. Закінчив загальноосвітню школу.
Проходив строкову військову службу в лавах Збройних Сил України.
7 років працював вантажником у Торгівельному комплексі «Беркут».
В часі війни — номер обслуги, 128-ма окрема гірсько-піхотна бригада.
31 жовтня вранці Віталій подзвонив мамі та поздоровив із днем народження, якій вже було за 70. Увечері того ж дня загинув у бою під Станицею Луганською.
Без Віталія лишились батьки, брати та сестри, дружина, донька 2006 р.н.
Похований з військовими почестями в селі Смереково 2 листопада 2014-го.

## Нагороди та вшанування
- Указом Президента України № 282/2015 від 23 травня 2015 року, «за особисту мужність і високий професіоналізм, виявлені у захисті державного суверенітету та територіальної цілісності України, вірність військовій присязі», нагороджений орденом «За мужність» III ступеня (посмертно)[1].

- У селі Смереково у школі, де навчався Віталій, йому відкрили меморіальну дошку[2].
- У селі Смереково є вулиця Віталія Мореки.